# Adrian Jardine
Adrian Jardine (Salisbury, 23 de agosto de 1933) es un deportista británico que compitió en vela en las clases Flying Dutchman y 5.5 Metre. Es hermano gemelo del también regatista Stuart Jardine.
Participó en dos Juegos Olímpicos de Verano en los años 1964 y 1968, obteniendo una medalla de bronce en México 1968 en la clase 5.5 Metre. Ganó una medalla de plata en el Campeonato Mundial de Flying Dutchman de 1959 y una medalla de bronce en el Campeonato Europeo de Flying Dutchman de 1959.

## Palmarés internacional
| Campeonato Mundial | Campeonato Mundial       | Campeonato Mundial | Campeonato Mundial |
| Año                | Lugar                    | Medalla            | Clase              |
| ------------------ | ------------------------ | ------------------ | ------------------ |
| 1959               | Whitstable (Reino Unido) | Medalla de plata   | Flying Dutchman    |
| Campeonato Europeo |                          |                    |                    |
| Año                | Lugar                    | Medalla            | Clase              |
| 1959               | Juelsminde (Dinamarca)   | Medalla de bronce  | Flying Dutchman    |

| Juegos Olímpicos | Juegos Olímpicos          | Juegos Olímpicos  | Juegos Olímpicos |
| Año              | Lugar                     | Medalla           | Clase            |
| ---------------- | ------------------------- | ----------------- | ---------------- |
| 1968             | Ciudad de México (México) | Medalla de bronce | 5.5 Metre        |